# 南中高速公路
南中高速公路，是广东省一条东西横向高速公路，省高速编号为S78，起点位于 南沙港快速新垦枢纽，终点位于 广澳高速 深岑高速新隆枢纽，全长21.562公里，并设有万顷沙支线，联通广州、中山三地，投资额超200亿元，是2020年广东省投资额最大的新开工高速公路项目。项目全线设特大桥3座、大桥41座，其中包括国内目前最大跨径的独塔斜拉桥——横门西特大桥，于2020年6月28日开工，2024年10月30日15:00通车。

## 建设历史
2020年6月28日，南中高速公路正式开始建设。
2022年4月15日，南中高速洪奇门特大桥首节段长13.5米、宽43.2米、高3.5米、重336吨的钢箱梁成功架设到洪奇门特大桥临时拼装平台上，标志着洪奇门特大桥主桥上部结构施工进入了新阶段，这是继4月6日19号墩主塔成功突破百米大关之后的又一重大节点。
2022年5月24日，南中高速洪奇门特大桥主塔施工已突破百米大关，为钢箱梁步履顶推施工做好准备。
2022年7月2日，横门西特大桥启动钢箱梁拼装，同时这也是国内在建最大跨径独塔整体式钢箱梁斜拉桥。
2024年10月30日15时，南中高速及万顷沙支线通车。

## 互通枢纽与服务设施列表
| 地区                                                                                         | 里程 | 类型              | 名称       | 连接                  | 说明 |
| 路段                                                                                         | 路段 | 路段              | 路段       | 路段                  | 路段 |
| -------------------------------------------------------------------------------------------- | ---- | ----------------- | ---------- | --------------------- | ---- |
| 广州市 南沙区                                                                                |      | 枢纽              | 新垦       | 南沙港快速            |      |
| 广州市 南沙区                                                                                |      | 枢纽 · 出入口     | 彩虹       | 南沙联络线 彩虹大道   |      |
| 中山市                                                                                       |      | 枢纽              | 保家       | 中山东环高速公路      |      |
| 共线路段                                                                                     |      |                   |            |                       |      |
| 中山市                                                                                       |      | 出入口            | 深中合作区 | 深中合作区            |      |
| 中山市                                                                                       |      | 出入口            | 民众南     | 111省道               |      |
| 中山市                                                                                       |      | 出入口            | 岐江新城北 | 岐江新城北            |      |
| 中山市                                                                                       |      | 枢纽 · 主线出入口 | 新隆       | 广澳高速 中江高速公路 |      |
| 1.000 英里 = 1.609 千米；1.000 千米 = 0.621 英里 并行路段 • 已关闭／取消 • 限制进入 • 未开放 |      |                   |            |                       |      |